# 元泊村
元泊村（もとどまりむら）は、日本の領有下において樺太に存在した村。
元泊という地名は、アイヌ語の「モツトマリ」あるいは「モ・トマリ」（静かな港）に由来。
当該地域の領有権に関する詳細は樺太の項目を参照のこと。現在はロシア連邦がサハリン州ヴォストチノエとして実効支配している。

## 概要
東はオホーツク海に面していた。村内樫保や東幌内保地区に炭鉱が存在した。また天然の良港として知られ、樺太庁により1920年に舟入澗が建設されている。
- 元泊村の栄町停車場付近

## 歴史
- 1915年（大正4年）6月26日 - 「樺太ノ郡町村編制ニ関スル件」（大正4年勅令第101号）の施行により行政区画として発足。元泊郡に所属し、豊原支庁元泊出張所が管轄。
- 1922年（大正11年）10月 - 管轄支庁が元泊支庁に変更。
- 1929年（昭和4年）7月1日 - 樺太町村制の施行により一級町村となる。
- 1942年（昭和17年）11月 - 管轄支庁が敷香支庁に変更。
- 1943年（昭和18年）4月1日 - 「樺太ニ施行スル法律ノ特例ニ関スル件」（大正9年勅令第124号）が廃止され、内地編入。
- 1945年（昭和20年）8月22日 - ソビエト連邦により占拠される。
- 1949年（昭和24年）6月1日 - 国家行政組織法の施行のため法的に樺太庁が廃止。同日元泊村廃止。

## 村内の地名
| - 元泊 - 元泊沢（もとどまりざわ） - 樫保（かしほ） - 中樫保（なかかしほ） - 北樫保（きたかしほ） - 上樫保（かみかしほ） - 東幌内保（ひがしほろないぼ） - 鍬丸（くわまる） | - 東宗谷（ひがしそうや） - 東宇類（ひがしうるい） - 赤浦（あかうら） - 婦礼（ふれい） - 帆矢向（ほやんげ） - 千鳥沢（ちどりざわ） - 山鳥ノ沢（やまどりのさわ） - 樫保滝ノ沢（かしほたきのさわ） |

（）

## 地域

### 教育
以下の学校一覧は1945年（昭和20年）4月1日現在のもの。
- 樺太公立樫保第一国民学校
  - 北樫保分教場
- 樺太公立樫保第二国民学校
- 樺太公立樫保第三国民学校
- 樺太公立元泊国民学校

## 観光
- 元泊温泉[5]